# أريادنا سابرول
أريادنا سابرول (بالإسبانية: Ariadna Cabrol)‏ هي ممثلة إسبانية، ولدت في 23 أغسطس 1982 في إسبانيا.

## وصلات خارجية
- أريادنا سابرول على موقع IMDb (الإنجليزية)
- أريادنا سابرول على موقع ألو سيني (الفرنسية)
- أريادنا سابرول على موقع أول موفي (الإنجليزية)
- أريادنا سابرول على موقع قاعدة بيانات الفيلم (الإنجليزية)
- أريادنا سابرول على موقع كينوبويسك (الروسية)